# Лян Вэньхао
Лян Вэньха́о (кит. упр. 梁文豪, пиньинь Liáng Wénháo, род. 6 июля 1992 года в Фушуне провинции Ляонин) — китайский шорт-трекист, двукратный чемпион мира, участвовал на зимних Олимпийских играх 2010 года и играх 2014 года. Окончил Китайский университет Жэньминь на факультете журналистики (СМИ и коммуникации). 

## Биография
Лян Вэньхао начал кататься на роликовых коньках в возрасте 7 лет, с которым познакомил его отец, увидев в нём талант. Он быстро прогрессировал и уже менее чем через 5 месяцев обучения тренер по катанию на роликовых коньках сказал отцу Ляна, чтобы искали более профессионального тренера. В Фушуне не было крытого катка, поэтому приходилось тренироваться зимой на коньках на речке. В 4-м классе начальной школы он вернулся, чтобы участвовать в любительских детских соревнованиях в провинции Ляонин, где в основном всегда был 1-м. 
13 июля 2003 года Лян Вэньхао в сопровождении своего отца Лян Хуамина отправился в Чанчунь, где изучал профессиональное катание по шорт-треку на коньках в любительской спортивной школе. Там же он посещал культурные занятия в начальной школе Пинцюань-роуд. Его родители также переехали в Чанчунь, чтобы дать своему сыну лучшие условия для обучения. В 2005 году его заметил южнокорейский тренер команды провинции Цзилинь Ким Сон Тхэ на национальных соревнованиях по шорт-треку для учащихся начальной школы. 

## Спортивная карьера
Под руководством корейского тренера он через год стал показывать результаты и в 2006 году, в возрасте 14 лет начал участвовать во взрослых соревнованиях, и в Национальной лиге он вышел в финал, где занял 4-е место. В 2007 году Лян Вэньхао во время тренировки получил травму. Конёк товарища по команде порезал ему подбородок, после чего его немедленно доставили в больницу и наложили более чем 30 швов. 
Смена тренера, после того как Ким Сон Тхэ уехал в Японию, сильно повлияла на его результаты и он был переведён в провинциальную команду Синь Циншань. В январе 2009 года на юниорском чемпионате мира в Шербруке занял 2-е место в эстафете. В марте он выиграл юниорский Национальный чемпионат на дистанциях 500, 1000 и 1500 метров, а в мае Лян Вэньхао был успешно отобран на олимпиаду 2010 года.  
В сентябре 2009 года дебютировал на Кубке мира и в Сеуле выиграл бронзу в эстафете. В январе 2010 года в Пекине в Элитной Национальной лиге выиграл в беге на 500 м, 1000 м и в гонке преследования на семь кругов. В феврале на зимних Олимпийских играх в Ванкувере стал 10-м на дистанции 1000 м и 6-м - на дистанции 1500 м. В марте завоевал золотую медаль на дистанции 500 м и бронзовую медаль в многоборье на чемпионате мира в Софии. 
На командном чемпионате мира в Бормио выиграл бронзовую медаль. Он стал студентом Китайского университета Жэньминь в сентябре 2010 года. В сезоне 2010/11 на Кубке мира в беге на 500 м в Монреале он занял 3-е место в Квебеке - 2-е, в Дрездене 2-е и в общем зачёте Кубка поднялся на 3-е место на этой дистанции. Также занял 3-е место в беге на 1000 м в Москве. В феврале 2011 года на зимних Азиатских играх в Алматы-Астане выиграл золотую медаль в беге на 500 м и серебряную на 1000 м. Он был знаменосцем Китайской Народной Республики на церемонии открытия Зимних Азиатских игр.  
Через месяц на чемпионате мира в Шеффилде завоевал три бронзы на дистанциях 500 м, 1000 м и в личном многоборье. На командном чемпионате мира в Варшаве выиграл серебряную медаль. На Кубке мира в сезоне 2011/12 в беге 500 м занял 3-е место в Сагенее, в Шанхае 3-е и 4-е места и в Нагое 2-е место, тем самым вновь стал бронзовым призёром в общем зачёте на этой дистанции.
Зимой 2012 года на 12-х Национальных зимних играх он завоевал 4 золотых медали в беге на 500, 1500, 3000 метров и в многоборье. В марте на чемпионате мира в Пекине Лян Вэньхао занял только 18-е место в общем зачёте многоборья. В сезоне 2012/13 на Кубке мира в Монреале и Дрездене занял 1-е место в беге на 500 м, а в Шанхае и Дрездене в беге на 1000 м стал соответственно 2-м и 1-м.
В марте 2013 года вновь стал чемпионом мира на дистанции 500 м, участвуя на чемпионате мира в Дебрецене и занял 4-е место в общем зачёте. В 2014 году на зимних Олимпийских играх в Сочи стал 4-м на дистанции 500 м и 28-е место в беге на 1000 м. Он вышел на пенсию как спортсмен в 2016 году. В следующем году его пригласили занять тренерскую должность в команде провинции Ляонин по шорт-треку.

## Награды
- 16 декабря 2010 года - победитель в номинации "Спортивная личность года 2010 CCTV" в номинации "Новичок"
- 12 января 2011 года -  награжден Почетной медалью за спорт и физическое воспитание Главного управления физической культуры.